# Acuminite
L'acuminite è un minerale. Il nome deriva dalla parola latina acumen che significa "punta" per via della forma tipica dei cristalli con cui si presenta.
È stato descritto nel 1987 dalla località tipo del giacimento di Criolite di Ivittuut in Groenlandia.

## Morfologia
Forma, all'interno di cavità presenti in depositi di criolite, aggregati di cristalli a forma di punta di lancia aventi una lunghezza di circa 1 mm.